# Temporada 1861-1862 del Liceu

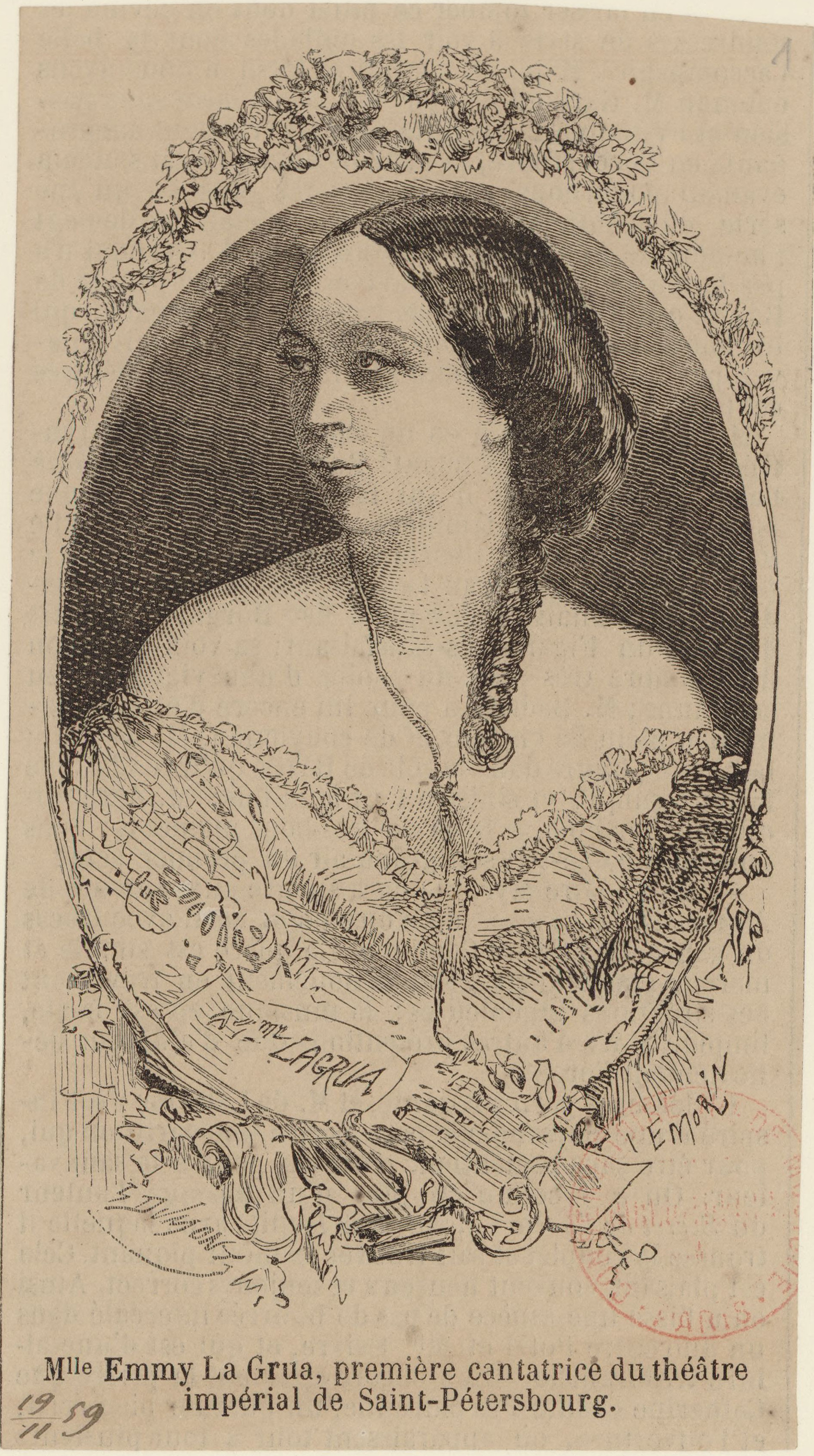
Emma La Grua

La temporada 1861-1862 no es va obrir fins al 20 d'abril, dia en què s'acabaven les obres de restauració després de l'incendi ocorregut un any abans. Joan Sariols va escriure una simfonia per tal propòsit i I puritani en va completar el programa.
El trauma no havia estat gaire fort. El Liceu només tenia catorze anys d'existència. L'autèntic teatre de tradició continuava sent el Principal. Arquitectònicament el segon Liceu era diferent del primer, però el tarannà artístic no canviaria gaire. El teatre tancava els mesos d'estiu i la programació es repartia en una temporada d'hivern
-generalment de novembre a febrer- i una altra de quaresma o primavera. Aquesta estructura de la programació esdevindria la pròpia del Liceu i s'hi ha mantingut durant cent vint anys fins a les primeries del consorci actual.
La primera temporada del segon Liceu comptà amb la presència d'una de les contralts més importants del segle passat, Marietta Alboni, que va cantar Il barbiere di Siviglia, La favorita i, com a capritx de prima donna, una part de soprano com és la protagonista d'Anna Bolena. L'experiment no va reeixir, tot i que s'havia abaixat de to gairebé tota la part per a adaptar-la a la veu de contralt de la diva.
Sota la direcció de l'empresa Verger, la temporada va comptar amb els següents artistes:
- Mestre director musical:
- Director d'orquestra:
- Sopranos primeres: Elena Fioretti, Emma La Grua, Elisa Volpini
- Sopranos segones:
- Mezzosoprano primera: Marietta Alboni, Sofia Vera-Lorini, Lustoni, Maria Rosa Guidantoni
- Mezzosoprano segona:
- Primers tenors: Pietro Mongini, Giuseppe Morini, Emilio Pancani, Giovanni Zacometti
- Segon tenor:
- Baríton: Francesco Graziani, Camillo Everardi
- Baix primer: Agelini

| Temporada 1861-1862 del Liceu |                   |                                    |                   | |           |                                                  |
| Òpera                         | Compositor        | Director musical                   | Director d'escena | Papers principals | Producció | Dates                                            |
| I puritani                    | Vincenzo Bellini  | Clemente Castagneri                |                   | Ulisse Ardavani, Gianfrancesco Angelini, Pietro Mongini, Camillo Everardi, Ignasi Costa, Caterina Mas-Porcell, Elena Fioretti                                                 |           | 20, 21 abril; 7, 15, 31 maig                     |
| Rigoletto                     | Giuseppe Verdi    |                                    |                   | Pietro Mongini, Ludovico Graziani, Elena Fioretti, Gianfrancesco Angelini, Maria Rosa Guidantoni, Ignasi Costa, Caterina Mas-Porcell, Ulisse Ardavani                         |           | primavera                                        |
| Ernani                        | Giuseppe Verdi    |                                    |                   | |           |                                                  |
| La sonnambula                 | Vincenzo Bellini  |                                    |                   | |           | primavera                                        |
| Il barbiere di Siviglia       | Gioachino Rossini | Clemente Castagneri                |                   | Giuseppe Morini, Gianfrancesco Angelini, Marietta Alboni, Camillo Everardi, Ernesto Leva, Teresa Micheli, Ignasi Costa                                                        |           |                                                  |
| La favorita                   | Gaetano Donizetti | Clemente Castagneri                |                   | Marietta Alboni (maig)/Emma Lagrua (juny), Pietro Mongini, Francesco Graziani, Gianfrancesco Angelini, Giovanni Battista Garulli, Isolina Porcell                             |           | 10, 11 maig; 3, 4, 9 juny                        |
| Anna Bolena                   | Gaetano Donizetti |                                    |                   | Marietta Alboni |           |                                                  |
| La traviata                   | Giuseppe Verdi    | Clemente Castagneri                |                   | Elena Fioretti, Emilio Pancani/Giovanni Zacometti, Francesco Graziani |           | primavera                                        |
| Il trovatore                  | Giuseppe Verdi    | Clemente Castagneri                |                   | Francesco Graziani, Virginia Lorini-Mariani, Marietta Alboni, Emilio Pancani, Gianfrancesco Angelini, Caterina Mas-Porcell, Ignasi Costa, Ulisse Ardavani                     |           | 14, 20 de maig                                   |
| Rigoletto                     | Giuseppe Verdi    | Clemente Castagneri                |                   | Pietro Mongini, Francesco Graziani, Elena Fioretti (maig; 1, 6 juny) / Elisa Volpini (14, 15 juny), Gianfrancesco Angelini, Rosa Guidantoni, Isolina Porcell, Ulisse Ardavani |           | 17, 18, 24, 27, 29 de maig; 1, 6, 14, 15 de juny |
| Un ballo in maschera          | Giuseppe Verdi    | Clemente Castagneri/Gabriel Balart |                   | Pietro Mongini, Francesco Graziani, Emma La Grua, Rosa Guidantoni, Elisa Volpini, Ulisse Ardavani, Camillo Everardi, Gianfrancesco Angelini, Leopold Jover, Ignasi Costa      |           | 22, 24, 25 de juny                               |
| Poliuto                       | Gaetano Donizetti | Clemente Castagneri                |                   | Camillo Everardi, Pau Badia, Pietro Mongini, Emma La Grua, Leopold Jover, Giovanni Battista Garulli, Ignasi Costa                                                             |           | 29 de juny                                       |